# 107 (số)
107 (một trăm linh bảy) là một số tự nhiên ngay sau 106 và ngay trước 108.